# 海阳书院
海阳书院位于中国安徽省黄山市休宁县海阳镇状元公园。
2008年，休宁县按照清同治年间的休宁城郭图原貌，投资复建海阳书院。11月28日，海阳书院落成并免费对外开放。当天，中国第一历史档案馆的胡忠良教授在海阳书院进行首场讲座《皇帝身边的休宁读书人》。海阳书院已公布为休宁县文物保护单位。